# تيسير علوني
تيسير علوني (مواليد 1955) صحفي سوري عمل في قناة الجزيرة الإخبارية سافر إلى إسبانيا سنة 1983 لإعداد شهادة الدكتوراه في العلوم الاقتصادية في غرناطة حيث تزوج هناك.

## مسيرته المهنية
عمل علوني كمراسل لقناة الجزيرة وكان المراسل الصحفي الوحيد في أفغانستان في أكتوبر 2001، وتم قصف مكتب الجزيرة الذي يعمل به علوني قبل ساعات قليلة من دخول قوات التحالف إلى العاصمة كابول.
توجه تيسير علوني بعد أفغانستان إلى قطر، توجه بعدها في مارس 2003 إلى بغداد لتغطية أحداث غزو العراق.
اعتقل تيسير علوني من قبل السلطات الإسبانية في سبتمبر 2003 بعد عودته إلى إسبانيا في إجازة لزيارة عائلته. وذلك بتهمة إساءة استخدام موقعه كصحفي للقيام بمقابلة صحفية مع أسامة بن لادن، وتم الإفراج عنه بكفالة لأسباب صحية بعد حوالي شهر من اعتقاله. وفي 26 سبتمبر 2005 تم الحكم عليه من قبل المحكمة الإسبانية بالسجن لمدة 7 سنوات بتهمة التعاون مع خلايا إرهابية وإجراء المقابلات والاتصال مع منظمة القاعدة.
جاء نص قرار المحكمة كما يلي:
رد علوني على الحكم برسالة قال فيها:

## خروجه من السجن
في شهر مارس من عام2012 أفرج عن الصحفي تيسير وبعد الإفراج عنه ذهب إلى قطر في 11 مارس 2012 وكان هناك استقبال حافل له وقد أعلن انه يدعم الربيع العربي وقد بكى في أول لقاء له في قناة الجزيرة الأخبارية

## وصلات خارجية
- اللجنة الدولية للدفاع عن تيسير علوني
- موقع الحملة على الجزيرة نت

أول لقاء لتيسير وبكاه لاجل الثورة السورية على يوتيوب